# Zvjezdica (pravopis)
Zvjezdica ili asterisk ( * , grč. asterikos, lat. asteriscus, »zvjezdica«) znak je koji se koristi za bilješke, izostavljanja, nestandardne oblike i napomene.

## Uporaba u jeziku
U jezikoslovlju se zvjezdica koristi ispred rekonstruiranih naziva:
- *legēti > *legĕti > ležati
- *leubh- = voljeti, pie.

Koristi se i za označavanje nestandardnih oblika, a također i stilski obilježenih inačica:
- *gornjovilični > gornjočeljusni

Zvjezdica se može koristiti i kao znak rođenja umjesto riječi rođen(a):
- Marko Marulić *1450.

Koristi se i kao upozorenje uz neku riječ ili dio rečenice u tekstu da bi se označila dodatna napomena ili bilješka:

Šulek je najpoznatiji po svojemu leksikografskom radu kojim nastavlja na bogatu hrvatsku leksikografsku tradiciju obogaćujući je novim riječima, novim značenjima, frazama i znanstvenim nazivima za nove civilizacijske i znanstvene potrebe. Koliko je ovladao hrvatskim jezikom *, vidi se po tome što je u tome jeziku kovao nove riječi za onodobna znanstvena i civilizacijska dostiguća koja je dobro poznavao.

* Šulek je bio rodom Slovak.

## Uporaba izvan jezika

### Računarstvo
U brojnim sučeljima operacijskih sustava i u programskim jezicima zvjezdica označava izostavljeni dio (Kleeneov operator):
- rm *svj* znači da će naredbom rm za brisanje biti obrisane datoteke imena npr. svjetovi, prosvjeta, rasvjeta, svjetlo itd., zato što zvjezdica zamjenjuje bilo koje druge znakove.

Koristi se u programskom jeziku C kao oznaka za pokazivače, a također je česta kao znak množenja u većini programskih jezika i sučelja.
Često se u chat programima koristi kao emulacija podebljavanja teksta, primjerice *podebljavanje*, a također je česta za označavanje pogrešaka u tipkanju.